# Pavona cactus
Pavona cactus är en korallart som först beskrevs av Forskål 1775.  Pavona cactus ingår i släktet Pavona och familjen Agariciidae. IUCN kategoriserar arten globalt som sårbar. Inga underarter finns listade i Catalogue of Life.